# Pla d’Espais d’Interès Natural
Pla d’Espais d’Interès Natural (PEIN) sind von der Generalitat, also der Regierung Kataloniens ausgewiesene großflächige Schutzgebiete in Natur- und Landschaftsschutz. Sie sind mit den Landschaftsschutzgebieten in Deutschland vergleichbar, also eine Geschützte Landschaft im Sinne der IUCN-Kategorien.
Das Instrument der Pla d’Espais d’Interès Natural (wörtlich übersetzt „Plan für Gebiete interessanter Natur“) wurden mit dem Dekret 328/1992 aus dem Dezember 1992 eingerichtet.
In den als PEIN eingestuften Gebieten bestehen Einschränkungen bei der
- Bebauung von unbebauten Grundstücken
- Verkehrs- und Sportinfrastruktur
- der Rohstoffindustrie (hier gilt ergänzend das Gesetz 12/1981)
- bestimmte Maßnahmen sind erst nach einer Umweltverträglichkeitsprüfung zulässig.

2005 bestanden 144 ausgewiesene PEIN-Gebiete mit einer Gesamtfläche von 648.065 Hektar. Im September 2006 wurde in Katalonien Natura 2000 umgesetzt. Hierdurch stieg die Zahl der PEIN deutlich an, da die Vogelschutzgebiete in Katalonien als PEIN umgesetzt wurden.
Neben den genannten Einschränkungen, die für die gesamten Gebiete gelten, können weitergehende Einschränkungen für Teilgebiete bestehen. Hier bestehen folgende Kategorien (Espais naturals de protecció especial, kurz ENPE):
| ENPE                                      | Kategorie der IUCN                                   |
| ----------------------------------------- | ---------------------------------------------------- |
| Reserva natural integral (RNI)            | Ia (Strict Nature Reserve/Wilderness Area)           |
| Parc nacional (PNC)                       | II (Nationalpark)                                    |
| Paratge natural d’interès nacional (PNIN) | III (Naturdenkmal)                                   |
| Reserva natural parcial (RNP)             | IV (Biotop-/Artenschutzgebiet mit Management)        |
| Parc natural (PNT)                        | V (Geschützte Landschaft/Geschütztes Marines Gebiet) |
| Reserva natural de fauna salvatge (RNFS)  | V (Geschütztes Marines Gebiet)                       |